# Pallamano ai XV Giochi del Mediterraneo
Entrambe le competizioni di pallamano ai XV Giochi del Mediterraneo sono state vinte dalla Spagna.

## Torneo maschile
Al torneo maschile di pallamano parteciparono 10 squadre che per la fase preliminare vennero suddivise in quattro gruppi, due da due squadre, e due da tre. Le ultime classificate dei gruppi da tre squadre si scontrarono per il 9º e 10º posto, mentre le restanti entrarono nei quarti di finale. In questa fase le otto squadre restanti affrontarono scontri diretti per essere nuovamente divise in vincenti e perdenti: le prime entrarono in semifinale, le seconde si scontrarono per i posti dal 5º all'8º. Il podio finale vide la Spagna in prima posizione, seguita da Croazia e Tunisia; quarto posto per Serbia e Montenegro.
| Gruppo 1       | Gruppo 2      | Gruppo 3                            | Gruppo 4                |
| -------------- | ------------- | ----------------------------------- | ----------------------- |
| Croazia Egitto | Spagna Grecia | Serbia e Montenegro Francia Turchia | Tunisia Slovenia Italia |

### Fase a gruppi

#### Gruppo 1
Classifica
| Gruppo 4 | Gruppo 4 | Gruppo 4 | Gruppo 4 | Gruppo 4 | Gruppo 4 | Gruppo 4 | Gruppo 4 | Gruppo 4 |
| Squadra  | G        | V        | N        | P        | F        | S        | D        | PT       |
| -------- | -------- | -------- | -------- | -------- | -------- | -------- | -------- | -------- |
| Croazia  | 1        | 1        | 0        | 0        | 24       | 22       | +2       | 2        |
| Egitto   | 1        | 0        | 0        | 1        | 22       | 24       | -2       | 0        |

Risultati
| 25 giugno 2005 | Croazia | 24 – 22 (12–11) | Egitto |  |

#### Gruppo 2
Classifica
| Gruppo 4 | Gruppo 4 | Gruppo 4 | Gruppo 4 | Gruppo 4 | Gruppo 4 | Gruppo 4 | Gruppo 4 | Gruppo 4 |
| Squadra  | G        | V        | N        | P        | F        | S        | D        | PT       |
| -------- | -------- | -------- | -------- | -------- | -------- | -------- | -------- | -------- |
| Spagna   | 1        | 1        | 0        | 0        | 38       | 29       | +9       | 2        |
| Grecia   | 1        | 0        | 0        | 1        | 29       | 38       | -9       | 0        |

Risultati
| 27 giugno 2005 | Spagna | 38 – 29 (19-15) | Grecia |  |

#### Gruppo 3
Classifica
| Gruppo 4            | Gruppo 4 | Gruppo 4 | Gruppo 4 | Gruppo 4 | Gruppo 4 | Gruppo 4 | Gruppo 4 | Gruppo 4 |
| Squadra             | G        | V        | N        | P        | F        | S        | D        | PT       |
| ------------------- | -------- | -------- | -------- | -------- | -------- | -------- | -------- | -------- |
| Serbia e Montenegro | 2        | 2        | 0        | 0        | 61       | 51       | +10      | 4        |
| Francia             | 2        | 1        | 0        | 1        | 57       | 50       | +7       | 2        |
| Turchia             | 2        | 0        | 0        | 2        | 48       | 65       | -17      | 0        |

Risultati
| 25 giugno 2005 | Francia | 32 – 22 (16-14) | Turchia |  |

| 26 giugno 2005 | Serbia e Montenegro | 33 – 26 (15-13) | Turchia |  |

| 27 giugno 2005 | Francia | 25 – 28 (13-13) | Serbia e Montenegro |  |

#### Gruppo 4
Classifica
| Gruppo 4 | Gruppo 4 | Gruppo 4 | Gruppo 4 | Gruppo 4 | Gruppo 4 | Gruppo 4 | Gruppo 4 | Gruppo 4 |
| Squadra  | G        | V        | N        | P        | F        | S        | D        | PT       |
| -------- | -------- | -------- | -------- | -------- | -------- | -------- | -------- | -------- |
| Tunisia  | 2        | 2        | 0        | 0        | 60       | 50       | +10      | 4        |
| Slovenia | 2        | 1        | 0        | 1        | 52       | 40       | +1       | 2        |
| Italia   | 2        | 0        | 0        | 2        | 54       | 65       | -11      | 0        |

Risultati
| 25 giugno 2005 | Tunisia | 35 – 27 (18-12) | Italia |  |

| 26 giugno 2005 | Slovenia | 30 – 27 (13-13) | Italia |  |

| 27 giugno 2005 | Tunisia | 25 – 23 (15-10) | Slovenia |  |

### Fase finale
Finale 9º/10º posto
| 28 giugno 2005 | Italia | 25 – 24 | Turchia |  |

|  | Quarti di finale    | Quarti di finale |                     |                     | Semifinali                | Semifinali                |  |  | Finale   | Finale |
|  |                     |                  |                     |                     |                           |                           |  |  |          |        |
|  | 29 giugno           |                  |                     |                     |                           |                           |  |  |          |        |
|  |                     |                  |                     |                     |                           |                           |  |  |          |        |
|  | Tunisia             | 29               |                     |                     |                           |                           |  |  |          |        |
|  | Tunisia             | 29               | 30 giugno           |                     |                           |                           |  |  |          |        |
|  | Francia             | 27               |                     |                     |                           |                           |  |  |          |        |
|  | Francia             | 27               | Tunisia             | 27                  |                           |                           |  |  |          |        |
|  | 29 giugno           |                  | Tunisia             | 27                  |                           |                           |  |  |          |        |
|  |                     | Spagna           | 32                  |                     |                           |                           |  |  |          |        |
|  | Spagna              | Spagna           | 32                  | 32                  |                           |                           |  |  |          |        |
|  | Spagna              |                  | 2 luglio            | 32                  |                           |                           |  |  |          |        |
|  | Egitto              | 28               |                     |                     |                           |                           |  |  |          |        |
|  | Egitto              | 28               | Spagna              | 28                  |                           |                           |  |  |          |        |
|  | 29 giugno           |                  | Spagna              | 28                  |                           |                           |  |  |          |        |
|  |                     | Croazia          | 21                  |                     |                           |                           |  |  |          |        |
|  | Serbia e Montenegro | Croazia          | 21                  | 33                  |                           |                           |  |  |          |        |
|  | Serbia e Montenegro | 30 giugno        |                     | 33                  |                           |                           |  |  |          |        |
|  | Slovenia            | 30               |                     |                     |                           |                           |  |  |          |        |
|  | Slovenia            | 30               | Serbia e Montenegro | 28                  | Finale per il terzo posto | Finale per il terzo posto |  |  |          |        |
|  | 29 giugno           |                  | Serbia e Montenegro | 28                  | Finale per il terzo posto | Finale per il terzo posto |  |  |          |        |
|  |                     | Croazia          | 29                  |                     |                           |                           |  |  |          |        |
|  | Croazia             | Croazia          | 29                  | 33                  | Tunisia                   | 32                        |  |  |          |        |
|  | Croazia             |                  |                     | 33                  | Tunisia                   | 32                        |  |  |          |        |
|  | Grecia              | 25               |                     | Serbia e Montenegro | 26                        |                           |  |  |          |        |
|  | Grecia              | 25               |                     |                     | 26                        |                           |  |  |          |        |
|  |                     |                  |                     |                     |                           |                           |  |  | 2 luglio |        |
|  |                     |                  |                     |                     |                           |                           |  |  |          |        |

|  | Semifinali 5º/8º posto | Semifinali 5º/8º posto | Semifinali 5º/8º posto |          |        | Finale 5º/6º posto | Finale 5º/6º posto | Finale 5º/6º posto |  |
|  |                        |                        |                        |          |        |                    |                    |                    |  |
|  | Egitto                 | Egitto                 | 23                     |          |        |                    |                    |                    |  |
|  | Egitto                 | Egitto                 | 23                     |          |        |                    |                    |                    |  |
|  | Francia                | Francia                | 21                     |          |        |                    |                    |                    |  |
|  | Francia                | Francia                | 21                     |          | Egitto | Egitto             | 31                 |                    |  |
|  |                        |                        |                        |          | Egitto | Egitto             | 31                 |                    |  |
|  |                        |                        | Slovenia               | Slovenia | 30     |                    |                    |                    |  |
|  | Grecia                 | Grecia                 | Slovenia               | Slovenia | 30     | 25                 |                    |                    |  |
|  | Grecia                 | Grecia                 |                        |          |        | 25                 |                    |                    |  |
|  | Slovenia               | Slovenia               | 28                     |          |        | Finale 7º/8º posto | Finale 7º/8º posto | Finale 7º/8º posto |  |
|  | Slovenia               | Slovenia               | 28                     |          |        |                    |                    |                    |  |
|  |                        |                        |                        |          |        |                    |                    |                    |  |
|  |                        |                        |                        |          |        | Grecia             | Grecia             | 27                 |  |
|  |                        |                        |                        |          |        | Grecia             | Grecia             | 27                 |  |
|  |                        |                        |                        |          |        | Francia            | Francia            | 30                 |  |

### Classifica finale
| Posizione | Paese               |
| --------- | ------------------- |
|           | Spagna              |
|           | Croazia             |
|           | Tunisia             |
| 4         | Serbia e Montenegro |
| 5         | Egitto              |
| 6         | Slovenia            |
| 7         | Francia             |
| 8         | Grecia              |
| 9         | Italia              |
| 10        | Turchia             |

## Torneo femminile
Nel torneo femminile di pallamano si giocò una fase preliminare a 2 gironi da quattro squadre ciascuno. Le prime due classificate di ogni girone affrontarono le semifinali; le terze si scontrarono per il 5º e 6º posto; le ultime per il 7° e 8°. Anche la squadra femminile spagnola vinse l'oro, seguita da quella serba e da quella francese in terza posizione.
| Gruppo A                        | Gruppo B                                  |
| ------------------------------- | ----------------------------------------- |
| Francia Slovenia Croazia Italia | Spagna Serbia e Montenegro Turchia Grecia |

### Fase a gruppi

#### Gruppo A
Classifica
| Gruppo 4 | Gruppo 4 | Gruppo 4 | Gruppo 4 | Gruppo 4 | Gruppo 4 | Gruppo 4 | Gruppo 4 | Gruppo 4 |
| Squadra  | G        | V        | N        | P        | F        | S        | D        | PT       |
| -------- | -------- | -------- | -------- | -------- | -------- | -------- | -------- | -------- |
| Croazia  | 3        | 3        | 0        | 0        | 92       | 78       | +14      | 6        |
| Francia  | 3        | 2        | 0        | 1        | 97       | 89       | -8       | 4        |
| Italia   | 3        | 1        | 0        | 2        | 91       | 99       | -8       | 2        |
| Slovenia | 3        | 0        | 0        | 3        | 86       | 100      | -14      | 0        |

Risultati
| 25 giugno 2005 | Slovenia | 31 – 39 (18-22) referto | Italia |  |

| 25 giugno 2005 | Francia | 29 – 31 (15-17) referto | Croazia |  |

| 26 giugno 2005 | Slovenia | 26 – 27 (12-17) referto | Croazia |  |

| 26 giugno 2005 | Francia | 34 – 29 (12-12) referto | Italia |  |

| 28 giugno 2005 | Croazia | 34 – 23 (15-8) referto | Italia |  |

| 28 giugno 2005 | Francia | 34 – 29 (15-16) referto | Slovenia |  |

#### Gruppo B
Classifica
| Gruppo 4            | Gruppo 4 | Gruppo 4 | Gruppo 4 | Gruppo 4 | Gruppo 4 | Gruppo 4 | Gruppo 4 | Gruppo 4 |
| Squadra             | G        | V        | N        | P        | F        | S        | D        | PT       |
| ------------------- | -------- | -------- | -------- | -------- | -------- | -------- | -------- | -------- |
| Spagna              | 3        | 3        | 0        | 0        | 98       | 81       | +17      | 6        |
| Serbia e Montenegro | 3        | 2        | 0        | 1        | 101      | 96       | +5       | 4        |
| Turchia             | 3        | 1        | 0        | 2        | 113      | 113      | 0        | 2        |
| Grecia              | 3        | 0        | 0        | 3        | 82       | 104      | -22      | 0        |

Risultati
| 25 giugno 2005 | Serbia e Montenegro | 37 – 30 (15-18) referto | Grecia |  |

| 25 giugno 2005 | Spagna | 40 – 38 (21-18) referto | Turchia |  |

| 26 giugno 2005 | Serbia e Montenegro | 43 – 40 (24-19) referto | Turchia |  |

| 26 giugno 2005 | Spagna | 32 – 22 (15-10) referto | Grecia |  |

| 28 giugno 2005 | Turchia | 35 – 30 (19-15) referto | Grecia |  |

| 28 giugno 2005 | Spagna | 26 – 21 (13-8) referto | Serbia e Montenegro |  |

### Fase finale
Finale 7º/8º posto
| 30 giugno 2005 | Slovenia | 41 – 32 (20-11) referto | Grecia |  |

Finale 5º/6º posto
| 30 giugno 2005 | Italia | 33 – 39 (14-21) referto | Turchia |  |

|  | Semifinali          | Semifinali          | Semifinali          |                     |        | Finale          | Finale          | Finale          |  |
|  |                     |                     |                     |                     |        |                 |                 |                 |  |
|  | Spagna              | Spagna              | 31                  |                     |        |                 |                 |                 |  |
|  | Spagna              | Spagna              | 31                  |                     |        |                 |                 |                 |  |
|  | Francia             | Francia             | 24                  |                     |        |                 |                 |                 |  |
|  | Francia             | Francia             | 24                  |                     | Spagna | Spagna          | 30              |                 |  |
|  |                     |                     |                     |                     | Spagna | Spagna          | 30              |                 |  |
|  |                     |                     | Serbia e Montenegro | Serbia e Montenegro | 29     |                 |                 |                 |  |
|  | Croazia             | Croazia             | Serbia e Montenegro | Serbia e Montenegro | 29     | 33              |                 |                 |  |
|  | Croazia             | Croazia             |                     |                     |        | 33              |                 |                 |  |
|  | Serbia e Montenegro | Serbia e Montenegro | 40                  |                     |        | Finale 3º posto | Finale 3º posto | Finale 3º posto |  |
|  | Serbia e Montenegro | Serbia e Montenegro | 40                  |                     |        |                 |                 |                 |  |
|  |                     |                     |                     |                     |        |                 |                 |                 |  |
|  |                     |                     |                     |                     |        | Francia         | Francia         | 22              |  |
|  |                     |                     |                     |                     |        | Francia         | Francia         | 22              |  |
|  |                     |                     |                     |                     |        | Croazia         | Croazia         | 26              |  |

### Classifica finale
| Posizione | Paese               |
| --------- | ------------------- |
|           | Spagna              |
|           | Serbia e Montenegro |
|           | Croazia             |
| 4         | Francia             |
| 5         | Turchia             |
| 6         | Italia              |
| 7         | Slovenia            |
| 8         | Grecia              |